# Мілібанд Софія Давидівна
Софія Давидівна Мілібанд (17 липня 1922, Москва, РРФСР — 12 лютого 2017) — радянська і російська вчена, сходознавець — іраніст, письменниця, історик науки, бібліограф. Двоюрідна тітка британських міністрів Девіда і Едварда Мілібенд, двоюрідна сестра великого філософа Ральфа Мілібенда.

## Коротка біографія
Народилася в сім'ї Давида Йосиповича Мілібанда. Її предок — кантоніст Міхл, що оселився в Талліні. Предки Давида Йосиповича Мілібанда жили у Варшаві. Після революції один з синів родини Самуїл Мілібанд був учасником радянсько-польської війни в складі РСЧА. Пізніше він переїхав до Бельгії і потім, в 1940 році, до Великої Британії. Його син Ральф став політиком і філософом-марксистом, а внуки — британськими політиками. Його брат, Осип Мілібанд, оселився в Москві.
Софія Давидівна закінчила східне відділення історичного факультету МДУ (1945). Її викладачами були відомі історики О. А. Губер і П. А. Мілорадов. У 1945—1948 роках працювала в Державному історичному музеї (Москва), в 1948—1950 роках була бібліографом Державної бібліотеки іноземної літератури. З 1950 року — головний бібліограф Інституту сходознавства РАН. Основною сферою її діяльності була історія сходознавства СРСР і Росії.

## Наукова діяльність
У 1975 році вийшов «Біобібліографічний словник радянських сходознавців», що мав унікальні матеріали про вчених, які працювали у всіх областях сходознавства з 1917 по 1972 рік, в тому числі біографічні відомості, перелік основних наукових праць і дисертацій, а також література про їхнє життя й наукову діяльність. Збираючи матеріали для словника, Софія Давидівна об'їздила багато міст Росії, неодноразово відвідувала республіки Середньої Азії та Закавказзя. Вона була особисто знайома з багатьма відомими сходознавцями, що допомагало їй у повному і об'ємному освітленні їх діяльності та праць при складанні довідника.
У 1975 році вийшов у світ її «Біобібліографічний словник вітчизняних сходознавців» в 2-х томах. У порівнянні з першим словником обсяг цього видання збільшився вдвічі.
На початку XXI століття в зв'язку з розвитком науки про Схід в цілому, появою нових імен, а також зі змінами, що відбулися в країні, виникла необхідність у підготовці і виданні словника «Сходознавці Росії», який був виданий в 2008 році. Володіючи феноменальною пам'яттю і рідкісною працездатністю, Софія Давидівна до останніх днів продовжувала працювати над доповненнями до даного видання. В її планах було складання біобібліографічного словника російських сходознавців дореволюційного періоду (XVIII — початок XIX ст.), матеріали до якого вона почала активно збирати на початку 2000-х років.

### Основні праці
- {{{Заголовок}}} / С. Д. Милибанд. — М. : Наука (ГРВЛ), 1975. — 734 с. — 1500 прим.
- {{{Заголовок}}} / С. Д. Милибанд. — М. : Наука, 1995. — 763 с.
- // Восток. — 1997—2000. — ISSN 0869-1908.

 // 1997. — № 3. — С. 210—221.
 // № 5. — С. 198—.
 // № 6. — С. 195—211.
 // 1998. — № 1. — С. 210—217.
 // № 4. — С. 200—204.
 // № 6. — С. 190—200.
 // 2000. — № 2. — С. 201—210..
- Сходознавці Росії, XX — початок XXI століття = Russian orientalists of the 20th and Early 21st Centuries: Біобібліографічний словник: В 2 кн. / С. Д. Мілібанд. — М .: Східна література, 2008. ISBN 978-5-02-036364-9
  - Кн. 1: А — М. — 2008. — 968, [1] с. ISBN 978-5-02-036364-9
  - Кн. 2: Н — Я. — 2008. — 1004 с. ISBN 978-5-02-036368-7
  - Сходознавці Росії, XX-початок XXI століття. Доповнення і покажчик / С. Д. Мілібанд; Російська акад. наук, Ін-т сходознавства, Ін-т науч. інформ. з суспільних наук. — М .: Східна література, 2009. — 70, [1] с. ISBN 978-5-02-036395-3